# 4173 Thicksten
4173 Thicksten este un asteroid din centura principală, descoperit pe 27 mai 1982 de Carolyn Shoemaker.